# زبان ترکی قراخانی
زبان قَراخانی یا ترکی قراخانی، همچنین نامور به ترکی خاقانی و زبان کاشغری، یک زبان تاریخی از گروه زبان‌های ترکی بود که درمیان سده‌های یازدهم و دوازدهم میلادی و درعصر زبان‌های ترکی میانه در قلمروی حکومت قراخانیان به مرکزیت شهرهای کاشغر و بلاساغون توسعه یافت. این زبان را نخستین زبان ادبی ترکی در حوزه جهان اسلام می‌شناسند. ترکی قراخانی  را گاهی در ترکی باستان و نه ترکی میانه طبقه‌بندی می‌کنند، چراکه معاصر زبان‌های آن، یعنی اورخون و اویغوری باستان بود. درادامه سیر تحول زبان قراخانی، خوارزمی و جغتایی پدیدار شدند.
زبان قراخانی دارای وام‌واژگان بسیاری از زبان‌های فارسی و عربی بود، ولی ساختار خود این زبان شبیه زبان اویغوری باستان بود. این زبان را بیشتر با خط عربی می‌نوشتند، هرچند درمواردی از خط اویغوری نیز برای نگارش استفاده می‌کردند. ازجمله مهم‌ترین آثار موجود از ترکی قراخانی، دیوان لغات الترک محمود کاشغری، قوتادغو بیلیگ یوسف بلاساغونی، عتبه الحقایق احمد یوکنکی و همچنین ديوان حكمت خواجه احمد یسوی هستند.

## خط و الفبا
زبان قراخانی را بیشتر با الفبای عربی می‌نوشتند و بدین سبب حروف ویژه الفبای فارسی (گچپژ) درحالت نوشتاری این زبان کاربردی نداشت. هرچند این حروف را درهنگام تلفظ به‌کار می‌گرفتند. الفبای اویغوری نیز به‌صورت محدود کاربرد داشت. الفبای عربی قراخانی به‌صورت زیراست:
| ا | ء | ب | ت  | ث |  |  |  |  |  |
| ج | ح | خ | د  | ذ |  |  |  |  |  |
| ر | ز | س | ش  | ص |  |  |  |  |  |
| ض | ط | ظ | ع  | غ |  |  |  |  |  |
| ف | ق | ک | ل  | م |  |  |  |  |  |
| ن | و | ه | لا | ی |  |  |  |  |  |